# 羽田愼司
羽田 愼司（はた しんじ、1948年3月 - ）は、日本の地方公務員。神奈川県副知事や、神奈川県内広域水道企業団企業長、神奈川県公安委員会委員長等を歴任した。

## 人物・経歴
1972年神奈川大学卒業。神奈川県入庁後、総務部次長、担当部長、商工労働部長、総務部長等を経て、2007年から副知事を務めた。2010年不正経理問題の責任をとり辞任し、神奈川県内広域水道企業団企業長に就任。2013年神奈川県公安委員会委員。2016年神奈川県公安委員会委員長。2018年春の叙勲で瑞宝中綬章受章。2019年神奈川県公安委員会委員任期満了退任。